# Isabelle Hétier
Isabelle Hétier, née le 26 juillet 1959 dans le 14e arrondissement de Paris, est une comédienne française de théâtre, cinéma et télévision. Elle a étudié au Cours d'art dramatique Jean Périmony.

## Théâtre
- 1984 : Dérive à l'écume d'amour de Françoise Lagrange Mise en scène F. Lagrange - Théâtre des Presles
- 1985 : La Esmeralda de Victor Hugo Mise en scène Bertrand Rivoalen Festival de Montmartre
- 1985 : Le Thâ de Frédéric Sabrou Mise en scène Marie Leydier au Sentier des Halles
- 1986 : Mise en scène de Amande et Byzance de Frédéric Sabrou Tremplin, Avignon
- 1986 : A la rencontre de Marcel Proust de Martine de Breteuil Centre Culturel A. Malraux
- 1987 : Britannicus de Jean Racine Mise en scène Jean-Manuel Florensa  Tournées France et étranger
- 1988 : Sketches de Frédéric Sabrou Cabaret de Jean-Marie Proslier Le Beaubourgeois
- 1989 : Le Maître de Santiago de Henry de Montherlant Mise en scène Jean-Luc Jeener Crypte St-Agnès
- 1990 : Bajazet de Jean Racine Mise en scène Jean-Luc Jeener Crypte Sainte-Agnès
- 1991 : Oncle Vania d’Anton Tchekhov Mise en scène Catherine Brieux  théâtre des Cinq Diamants
- 1992 1993 : Le Jeu de l'amour et du hasard Marivaux Mise en scène Catherine Brieux théâtre des Cinq Diamants
- 1994 : Thomas More Jean Anouilh Mise en scène Jean-Luc Jeener Crypte Sainte-Agnès
- 1995 : La source de Patrice Le Cadre, mise en scène de l’auteur Crypte Sainte-Agnès
- 1997 :  George Dandin de Molière Mise en scène Jean-Luc Jeener, T.N.O.
- 1998 : Histoires à dormir debout de Frédéric Sabrou au Bouffon Théâtre
- 1999 : Les Trois Sœurs d’Anton Tchekhov Mise en scène  Anne Coutureau T.N.O.
- 2000 : Lorenzaccio de Musset Mise en scène Jean-Luc Jeener T.N.O.
- 2000 : Le Chandelier de Musset Mise en scène Patrice Le Cadre T.N.O.
- 2001 : La théorie du moineau de Frédéric Sabrou Mise en scène Virginie Dupressoir T.N.O.
- 2002 : Le jardin de Perrot de Joëlle Tiano Moussafir Mise en scène Armand Eloi Théâtre de Neuilly et tournée
- 2002 : Les fantômes du parc de Nicole Gros Mise en scène de l’auteur, T.N.O.
- 2003 : La Mouette de Tchekhov Mise en scène Nicole Gros, T.N.O.
- 2004 : L’Envol de Carlotta Clerici Mise en scène de l’auteur Vingtième Théâtre
- 2005 2006 : Danger... public de Frédéric Sabrou Mise en scène Thierry Der’ven, Théâtre Essaïon et Lucernaire
- 2007 : La Nuit des rois de Shakespeare, mise en scène Nicole Gros, T.N.O.
- 2008 : La promesse du soir de Nicole Gros Mise en scène Jean-Luc Jeener T.N.O.
- 2009 : Diète party de Frédéric Sabrou, mise en scène Xavier Letourneur, théâtre Mélo d'Amélie
- 2010 : La mémoire d'un autre de Frédéric Sabrou Mise en scène Catherine Schaub Théâtre Essaïon
- 2014 : Quoi quoi de François Joxe mise en scène de l'auteur Festival d'Avignon et Guichet Montparnasse
- 2014 : Tiens, c'est bizarre de Frédéric Sabrou mise en scène de Gérard Savoisien Théâtre du Plessis Robinson
- 2015 : Le manège oublié Comédie musicale pour enfants de Frédéric Sabrou, Théâtre de La Maline
- 2016 : Déséquilibre de Romain Trévisan, mise en scène Iman Kerroua, Théâtre Montmartre Galabru
- 2017 : Une nuit, une vie de Gilles Langlois, mise en scène Jacques Décombe, Théâtre La coupole Combs-La-Ville et Le Funambule Montmartre
- 2021/22 : Seuil de tolérance de Frédéric Sabrou, mise en scène Armand Éloi, Festival d'Avignon Off, Grand Pavois, puis Présence Pasteur
- 2025 : Vincent, son mari et sa femme de Frédéric Sabrou, mise en scène Frédéric Sabrou, Théâtre Essaïon

## Filmographie

### Cinéma
- Walkman tragédie de Luc Pagès
- Air A.T.P. de Franck Davit
- Les apprentis fiancés de Stéphane Batut
- La Nouvelle Ève de Catherine Corsini
- De l'autre côté de l'arc en ciel de Philip Malca
- Lettres à Sarah de Pascal Vignes
- Un appart pour deux de Philip Malca
- Les Reines du ring de Jean-Marc Rudnicki
- Spectacle de Pierre Sabrou
- Conversations esseulées de Charlotte Gaud
- Pour elle d'Héloïse Saillant

### Télévision
- Les étonnements d'un couple moderne de Pierre Boutron
- Music hall de Marcel Bluwal
- Profession : Comique d’André Halimi
- Pause magazine Forward vidéo
- L'angine de Maman de Roland Carrière
- L'affabulatrice de Marcel Bluwal
- Le pied à l'étrier de Philippe Bouvard
- le vacant de Julien Guetta
- L'age de son retour d'Arnaud Gautier

### Web série
- Mes colocs de Riad Sattouf

## Radio
- Clair de nuit réalisation Jean Couturier
- Le sentier de la guerre réalisation Jacques Taroni

## Distinctions
- Prix d'interprétation [3]pour le rôle de Martine dans "Un appart pour deux" de Philip Malca - Festival d'Angers Nov. 2004